# Paretaquene
Paretaquene (Paraetacene) fou un districte de Persis a la part nord del país, fronterer amb la Mèdia Magna. El nom és esmentat per Heròdot que diu que era poblat entre d'altres pels medis paretaquens. Correspon a les modernes muntanyes Bakhtyar habitades per tribus muntanyeses d'arrel persa. Limitava amb la província de Cossea (Cossaea).